# Luces Ashen
La luz Ashen es un brillo sutil hipotético que se ha afirmado ver en la cara nocturna del planeta Venus. El fenómeno no ha sido confirmado científicamente, y las teorías sobre la causa del fenómeno observado son numerosas, como la emisión de luz por Venus, o fenómenos ópticos dentro del propio telescopio de observación. Una hipótesis moderna en cuanto a la fuente de luz en Venus sugiere que está asociada con los rayos, de lo cuales hay alguna evidencia de su existencia en Venus. Sin embargo, esta teoría es cuestionada, ya que estos rayos no serían capaces de generar suficiente luz como para ser observada. Una hipótesis más reciente es que es una forma de auroras transitorias o luminiscencia nocturna causada por una actividad solar inusualmente alta que interactúa con la atmósfera superior de Venus.

## Historia de las observaciones
La luz Ashen fue registrada por primera vez claramente por el astrónomo Giovanni Battista Riccioli el 9 de enero de 1643, quien la atribuyó a la refracción de la luz dentro del propio telescopio: «Los colores surgen de la diversa refracción de la luz en el vidrio, como sucede con los vidrios trigonales». Esta es probablemente una descripción de un fenómeno ahora conocido como aberración cromática. Desde entonces, varios observadores han hecho afirmaciones posteriores, entre ellos Sir William Herschel, Sir Patrick Moore, Dale P. Cruikshank y William K. Hartmann.
La luz cenicienta a menudo se ha avistado cuando Venus está en el cielo nocturno, cuando el terminador vespertino del planeta está hacia la Tierra. Se hicieron intentos de observación el 17 de julio de 2001, cuando un Venus iluminado al 67% reapareció detrás de una luna iluminada al 13%. Ninguno de los observadores de esta ocurrencia (incluidos algunos que usan telescopios 'Super RADOTS' de 61 cm o 24 pulgadas) informaron haber visto la luz cenicienta. El video del evento fue capturado, pero la cámara era demasiado insensible para detectar incluso el brillo de la tierra.
Una oportunidad de visualización particularmente favorable ocurrió el 8 de octubre de 2015, con un 40% de Venus iluminado reapareciendo detrás de la extremidad no iluminada de una Luna iluminada por el sol al 15%. El evento fue visible en cielos oscuros en toda Australia Central y fue grabado por David y Joan Dunham (de la Asociación Internacional de Tiempo de Ocultación) utilizando un telescopio newtoniano de 10" f/4 con una cámara de video Watec 120N+ desde un lugar justo al norte de Alice Springs. También observaron el evento visualmente con un telescopio Schmidt-Cassegrain de 8". Ni la observación visual en tiempo real ni la inspección visual cercana de la grabación de video mostraron ningún signo del lado oscuro de Venus.

## Teorías de la fuente de luz
El telescopio Keck en Hawái informó haber visto un sutil resplandor verde y sugirió que podría producirse cuando la luz ultravioleta del Sol divide las moléculas de dióxido de carbono (CO2), conocido por ser común en la atmósfera de Venus, en monóxido de carbono (CO) y oxígeno (O2). Sin embargo, la luz verde emitida a medida que el oxígeno se recombina para formar O2 se cree que es demasiado débil para explicar el efecto, y es demasiado débil para haber sido observado con telescopios de aficionados.
En 1967, Venera 4 encontró que el campo magnético venusiano era mucho más débil que el de la Tierra. Este campo magnético es inducido por una interacción entre la ionosfera y el viento solar, en lugar de por una dinamo interna en el núcleo como la que está dentro de la Tierra. La pequeña magnetosfera inducida de Venus proporciona una protección insignificante a la atmósfera contra la radiación cósmica. Esta radiación puede resultar en descargas de rayos de nube a nube.
En 1957 Urey y Brewer plantearon la hipótesis de que CO+, CO+2 y O−2 iones producidos por la radiación ultravioleta del Sol fueron la causa del resplandor. En 1969, se planteó la hipótesis de que la luz cenicienta es un fenómeno auroral debido al bombardeo de partículas solares en el lado oscuro de Venus.
A lo largo de la década de 1980, se pensó que la causa del resplandor era un rayo en Venus. Las sondas orbitales soviéticas Venera 9 y 10 obtuvieron evidencia óptica y electromagnética de rayos en Venus. Además, el Pioneer Venus Orbiter registró un resplandor visible en Venus en 1978 lo suficientemente fuerte como para saturar su sensor de estrellas. En 1990, Christopher T. Russell y J. L. Phillips dieron más apoyo a la hipótesis del rayo, afirmando que si hay varios impactos en el lado nocturno del planeta, en un período de tiempo suficientemente corto, la secuencia puede emitir un brillo general en los cielos de Venus. Venus Express de la Agencia Espacial Europea en 2007 detectó ondas silbantes, proporcionando más evidencia de rayos en Venus.
La nave espacial Akatsuki, de la agencia espacial japonesa JAXA, entró en órbita alrededor de Venus el 7 de diciembre de 2015. Parte de su carga útil científica incluye la Cámara de Rayos y Luminiscencia (LAC) que busca rayos en el espectro visible (552-777 nm). Para obtener imágenes de rayos, el orbitador tiene vista del lado oscuro de Venus durante unos 30 minutos cada 10 días. No se ha detectado ningún rayo en 16,8 horas de observación nocturna (julio de 2019).
Las simulaciones indican que la hipótesis del rayo como la causa del resplandor es incorrecta, ya que no se podría transmitir suficiente luz a través de la atmósfera para ser vista desde la Tierra. Los observadores han especulado que puede ser ilusorio, como resultado del efecto fisiológico de observar un objeto brillante en forma de media luna. Las naves espaciales que lo buscan no han podido detectarlo, lo que lleva a algunos astrónomos a creer que es solo un mito perdurable.
Una hipótesis más reciente es que la actividad solar inusualmente alta podría inducir efectos aurorales o similares a las luminiscencias en el lado oscuro de Venus. Se ha observado que después de grandes tormentas solares, se produce una emisión de luz con una longitud de onda de 557,7 nm (la línea verde de oxígeno) en toda la atmósfera superior de Venus. Este es el mismo fenómeno que da a algunas auroras en la Tierra su aspecto verdoso. En general, esta emisión no ocurre excepto durante eventos solares importantes, como eyecciones de masa coronal (CME) o erupciones solares. Sin embargo, las emisiones tenues se han detectado dos veces fuera de las tormentas solares, el 27 de diciembre de 2010 y el 12 de diciembre de 2013, respectivamente. Ambas detecciones coincidieron con el paso de una «Región de Interacción de Corriente», un viento solar más denso que el promedio. En julio de 2012, una CME golpeó a Venus produciendo una emisión de línea verde muy brillante. Es notable que después de cada impacto de CME en Venus, esta emisión se detecta, pero no después de cada llamarada. Esto se toma para indicar que las partículas cargadas son las responsables de la emisión de la línea verde, similar a la aurora de la Tierra.